# Benjamín Vidal
Benjamín Fernando Vidal Allendes (Doñihue, Chile, 18 de marzo de 1991) es un futbolista profesional chileno que se desempeña como defensa central y actualmente se encuentra en Deportes Antofagasta, club de la Primera B de Chile.

## Trayectoria

### Inicios
Se formó jugando desde pequeño en el club amateur Juventud Doñihue de su ciudad natal, hasta que decidió probarse en las divisiones inferiores de O'Higgins de Rancagua donde quedó, transformándose una de las grandes promesas de la tienda celeste.

### O'Higgins

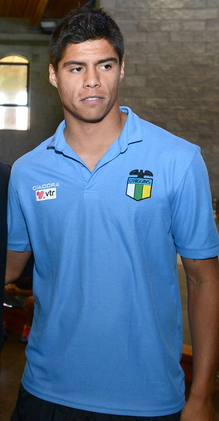
Vidal en 2013.

Debutó en Primera División el 14 de noviembre de 2010, por la trigésimo primera fecha del Torneo Nacional enfrentando a Everton de Viña del Mar, siendo titular y jugando los 90' en la igualdad sin goles en el Estadio El Teniente de Rancagua, luego de esto jugó los últimos 3 partidos de O'Higgins en el campeonato como titular incluido el triunfo 2-1 sobre Colo-Colo que le dejó el campeonato en bandeja a Universidad Católica.
El 4 de junio del 2011 el joven defensor de 20 años vio la primera expulsión en su carrera, esto por las semifinales del torneo contra la Universidad de Chile, ingresó al minuto 29 por un lesionado Diego Olate y ya en el epílogo vio tarjeta roja, probablemente por la impotencia de ir cayendo por 7-1, resultó que claramente clasificó a la U a la final del torneo.
Cesión a Deportes Puerto Montt
Para la segunda mitad del año 2011, fue enviado en calidad de préstamo a Deportes Puerto Montt, cuadro que en ese entonces militaba en la Primera B donde se encontró con Alejandro Hisis quien formaba parte del cuerpo técnico de O'Higgins y pidió expresamente a ambos juveniles, disputó un total de 17 partidos por el conjunto salmonero.
Vuelta a O'Higgins
Ya en 2012 regresó de su préstamo a Puerto Montt para volver a O'Higgins donde poco a poco comenzaría a ganarse un puesto elevando su rendimiento con Eduardo Berizzo en el banco.
El 26 de julio del 2012 debutó a nivel internacional por la primera fase de la Copa Sudamericana contra Cerro Porteño de Paraguay, ingresando en el entretiempo por lesión de Julio Barroso jugando 44 minutos en un duelo que terminó igualado 3-3 en el Estadio El Teniente. Para el Torneo de Clausura 2012 el joven defensa logró sumar una gran cantidad de minutos en el primer equipo jugando 7 partidos todos como titular y convirtiéndose en una gran alternativa para Berrizo.
El 7 de septiembre del 2013 marcó su primer gol en el profesionalismo fue por la Copa Chile 2013-14, abriendo la cuenta al minuto 11 en la goleada 5-0 sobre Palestino por los octavos de final. El 10 de diciembre se disputó la definición del Torneo de Apertura 2013 ya que Universidad Católica y O'Higgins terminaron igualados con 39 puntos en el primer lugar de la tabla, debiendo disputar un partido de desempate en el Estadio Nacional Julio Martínez Pradanos, para definir al campeón del torneo el cual sería el elenco de la sexta región con solitario gol de Pedro Pablo Hernández al minuto 34, Vidal ingresó al minuto 74 por Braulio Leal para proteger el 1-0 a favor y así O'Higgins se coronó por primera vez campeón del fútbol chileno. Vidal disputó 10 partidos a lo largo del Apertura 2013, siendo titular en 7 de ellos y disputando 700 minutos.
Tras la venta de Barroso a Colo Colo logró consolidarse como titular en la zaga defensiva celeste.
El 3 de enero del 2014 marcó su primer gol por campeonatos nacionales anotando el único gol del triunfo 1-0 sobre Deportes Iquique por el Torneo de Clausura. Disputó cinco duelos correspondientes a la Copa Libertadores 2014 mostrando un gran nivel donde el cuadro chileno quedó en fase de grupos tras igualar 0-0 de local con Lanús por la última fecha, el cual no jugó debido a una lesión.
El 3 de mayo obtuvo la Supercopa de Chile 2014 tras igualar 1-1 con Deportes Iquique y en lanzamientos penales el cuadro rancagüino se consagró campeón de la Supercopa por 3-2 luego que Rodrigo Brito errará su penal.
Mientras que por el Torneo de Clausura 2014 su equipo terminó en el tercer lugar con 30 puntos, 12 menos que el campeón Colo Colo y Vidal haría una buena campaña al jugar 15 partidos y los 15 como titular marcando 1 gol en los 1.350 minutos que estuvo en cancha mostrando una gran solidez defensiva, algo que llanos el interés de clubes grandes del país como Colo Colo y la Universidad de Chile.

### Universidad de Chile
Para la Temporada 2014–15, Vidal fue traspasado a la Universidad de Chile por un valor de US $ 1.5 millones de dólares convirtiéndose en el primer refuerzo de Martín Lasarte.
Su debut se produjo el 20 de julio del 2014 por la primera fecha del Torneo de Apertura contra Cobresal, partido que su nuevo equipo ganó 3-1 con goles de Mathías Corujo, Sebastián Ubilla y Patricio Rubio, Vidal sería titular todo el encuentro mostrando un gran nivel en defensa con Osvaldo González, fue titular las 2 primeras fechas, pero luego del fallido traspaso de José Rojas a Emiratos Árabes Unidos, el joven defensa perdió la titularidad siendo Rojas el que hizo dupla con Osvaldo González en defensa, Vidal solo ingresaría o por expulsiones o lesiones de estos dos.
El 8 de noviembre marcó su primer gol con la U por la Fecha 14 del campeonato enfrentando a Cobreloa en el norte, ingresó al minuto 78 por Osvaldo González y al minuto 90+1 de partido cerró el triunfo marcando el 4-0 final. El 6 de diciembre, se consagró campeón con la Universidad de Chile, en la última fecha del Apertura 2014, tras vencer por la cuenta mínima a Unión La Calera con solitario gol de penal de Gustavo Canales al minuto 89 dándole a los azules el 17° torneo nacional de su historia y Vidal ingresó al minuto 60 por Gonzalo Espinoza alcanzando a jugar unos minutos.
No tuvo mucho protagonismo en este título azul, jugando solo 9 partidos, 5 de titular y marcando 1 gol en sus 539 minutos en cancha.
Para el primer semestre del 2015 las condiciones serían casi las mismas jugando 8 duelos por el Torneo Clausura y dos por la Copa Libertadores 2015. Para el segundo semestre del año se consagró campeón de la Supercopa de Chile 2015 y la Copa Chile, aunque siendo solo alternativa en ambos títulos.
Con la llegada de Sebastián Beccacece el defensor prácticamente no fue considerado para el Torneo Clausura 2016 disputando solo 55 minutos en aquel torneo. Finalmente, con la intención de sumar minutos y poder consolidar su carrera profesional, el 24 de junio del 2016 se confirmó su traspaso a Palestino por tres temporadas.

### Palestino
En el equipo dirigido por Nicolás Córdova encontró la regularidad que anhelaba y se consagró como titular, siendo pieza importante del equipo.
Ya en su primer partido con los tetracolores mostró regularidad al marcar en la contundente goleada 6-0 sobre Coquimbo Unido por la Primera Fase de la Copa Chile 2016.
El 24 de agosto marcó su primer gol en competencias internacionales por la Segunda fase de la Copa Sudamericana 2016 al minuto 8 anotó de cabeza el 1-0 sobre Real Garcilaso tras una mala salida de Fernando Martinuzzi, seis minutos después Leonardo Valencia anotó de penal aumentando la ventaja en Perú luego los peruanos anotaron 2 goles igualando el marcador 2-2, dos semanas después se jugó la revancha en Chile y Palestino ganó por la cuenta mínima con gol de Leandro Benegas.
Por los octavos de final se enfrentaron al poderoso Flamengo de Brasil, la ida se jugó el 21 de septiembre en el Estadio Monumental donde los locales cayeron por 0-1 con solitario gol de Emerson Sheik, la revancha se jugó una semana después en el Estadio Kléber Andrade de Vitória y el equipo árabe daría el batacazo eliminado al conjunto brasileño por 2-1 (2-2 global, gol de visitante) con goles de Roberto Cereceda y Leonardo Valencia, Alan Patrick descontó para el local.
Por cuartos de final se enfrentaron a San Lorenzo de Almagro, el duelo de ida se disputó el 20 de octubre en el Nuevo Gasómetro donde el conjunto chileno cayó 2 goles a 0, Vidal salió al minuto 23 de partido en reemplazó de Franco Mazurek tras sentir molestias en su pierna izquierda, la vuelta se jugó una semana después en Chile y los árabes ganaron por la cuenta mínima con gol del Leo Valencia pero quedaron fueron por un global de 1-2 en contra, Vidal se resintió de lesión y nuevamente fue sustituido al minuto 62 por Mathías Vidangossy. Cumplió una destacada participación en la Copa Sudamericana 2016, jugando los ocho partidos del cuadro árabe aportando un gol y solidez defensiva en los 625 minutos que estuvo en cancha.
Mientras que por el Torneo Apertura 2016 acabaron en el sexto lugar con 21 puntos clasificándose para la Copa Sudamericana 2017, en cuanto a lo individual Vidal jugó 11 encuentros de 15 y estando 990 minutos con un buen nivel y sobre todo recuperando la titularidad que había perdido desde O'Higgins hacía ya un lejano 2014.
Por la Copa Sudamericana 2017 enfrentaron a Atlético Venezuela por la primera fase, la ida se disputó en el Estadio Nacional Julio Martínez Pradanos y el conjunto venezolano ganó por la cuenta mínima, en el duelo revancha Palestino se impuso por el mismo marcador recién al minuto 87 tras un tiro de esquina de Leonardo Valencia que Vidal conectó de palomita para decretar el 1-0 por ende se disputaron lanzamientos penales en el Estadio Brígido Iriarte de Caracas donde Palestino pasó de forma agónica por 7-6 gracias a un Darío Melo que se transformó en el héroe de la noche.
El 23 de abril del 2017 marcó en el importante triunfo por 3-2 sobre Cobresal en el Estadio Municipal de La Cisterna por la undécima fecha del Torneo de Clausura y así el equipo dirigido por Germán Cavalieri tomó un respiro en la zona baja de la tabla.
El 5 de julio volvió a marcar internacionalmente en la estrepitosa caída por 2-5 contra Flamengo en el Estadio San Carlos de Apoquindo, Joaquín Romo anotó el otro gol de los árabes mientras que Réver, Orlando Berrío, Leandro Damião, Rafael Vaz y Éverton Ribeiro marcaron para el equipo brasileño que sentenció la llave en la ida de la segunda fase.

### Universidad Católica
Sus buenas actuaciones en Palestino despertaron el interés de Universidad Católica por contar con sus servicios, cuadro que, el 10 de julio de 2017, oficializó su contratación, firmando un contrato por tres años y medio con el club Cruzado. Debutó el 6 de septiembre ante Huachipato, por la vuelta de los octavos de final de la Copa Chile, en la derrota cruzada por 3 a 2 en condición de visita, resultado que supuso su eliminación del torneo. Durante el Transición 2017, disputó siete encuentros. Sin embargo, nunca pudo consolidarse como titular en la zaga del conjunto universitario.

### Préstamo a Palestino
Con la llegada de Beñat San José al banco de Universidad Católica, sus posibilidades de jugar disminuyeron, pues no era prioridad para el técnico español en la zaga cruzada. Por ello, decidió buscar oportunidades fuera del club, siendo enviado a préstamo su anterior equipo, Palestino, para enfrentar la temporada 2018.

### Coquimbo Unido
En 2019 el recién ascendido a la Primera División, Coquimbo Unido, anunció como nuevo refuerzo al jugador. Durante ese año sólo jugó 1 partido, en el empate a 2 goles ante la Universidad de Concepción, ingresando en el entretiempo. Para el año 2020 jugó 4 partidos en la histórica campaña de los Piratas en la Copa  Sudamericana 2020, alcanzando las semifinales del torneo, pero en el torneo local no tuvieron el mismo rendimiento, terminando úlitmos en la tabla y descendiendo a la Primera B. Vidal jugó apenas 6 partidos.
Ya en la segunda categoría del fútbol chileno, jugó 4 partidos en la Copa Chile 2021, llegando a semifinales, siendo la primera vez que los Piratas llegaban a aquella instancia en la competición. En el torneo, lleva 3 goles; el primero fue el 19 de mayo, en la contundente victoria ante Santa Cruz por 7-1, Vidal cabeceó un centro de Cristóbal Marín, para anotar el quinto tanto de los Piratas en ese partido. El 9 de noviembre anotó el primer doblete de su carrera en la victoria por 4-1 ante Unión San Felipe. Tras 2 tiros de esquina botados por Esteban Paredes, Vidal anotó el 1-1 y el 2-1 en los minutos 38 y 45 + 2 respectivamente.

## Estadísticas
| Club | Div.          | Temporada     | Liga local | Liga local | Copas nacionales(1) | Copas nacionales(1) | Competiciones internacionales(2) | Competiciones internacionales(2) | Total | Total |
| Club | Div.          | Temporada     | Part.      | Goles      | Part.               | Goles               | Part.                            | Goles                            | Part. | Goles |
| --- | ------------- | ------------- | ---------- | ---------- | ------------------- | ------------------- | -------------------------------- | -------------------------------- | ----- | ----- |
| O'Higgins · Chile | 1.ª           | 2010          | 4          | 0          | —                   | —                   | —                                | —                                | 4     | 0     |
| O'Higgins · Chile | 1.ª           | 2011          | 4          | 0          | 3                   | 0                   | —                                | —                                | 7     | 0     |
| O'Higgins · Chile | 1.ª           | 2012          | 8          | 0          | 4                   | 0                   | 1                                | 0                                | 13    | 0     |
| O'Higgins · Chile | 1.ª           | 2013          | 5          | 0          | 4                   | 1                   | —                                | —                                | 9     | 1     |
| O'Higgins · Chile | 1.ª           | 2013-14       | 25         | 0          | 1                   | 0                   | 5                                | 0                                | 31    | 0     |
| O'Higgins · Chile | Total club    | Total club    | 46         | 0          | 12                  | 1                   | 6                                | 0                                | 64    | 1     |
| Deportes Puerto Montt · Chile | 2.ª           | 2011          | 17         | 0          | —                   | —                   | —                                | —                                | 17    | 0     |
| Deportes Puerto Montt · Chile | Total club    | Total club    | 17         | 0          | 0                   | 0                   | 0                                | 0                                | 17    | 0     |
| Universidad de Chile · Chile | 1.ª           | 2014-15       | 17         | 1          | 1                   | 0                   | 2                                | 0                                | 20    | 1     |
| Universidad de Chile · Chile | 1.ª           | 2015-16       | 6          | 0          | 3                   | 0                   | —                                | —                                | 9     | 0     |
| Universidad de Chile · Chile | Total club    | Total club    | 23         | 1          | 4                   | 0                   | 2                                | 0                                | 29    | 1     |
| Palestino · Chile | 1.ª           | 2016-17       | 23         | 1          | 2                   | 1                   | 11                               | 3                                | 36    | 5     |
| Palestino · Chile | 1.ª           | 2018          | 14         | 1          | —                   | —                   | —                                | —                                | 14    | 1     |
| Palestino · Chile | Total club    | Total club    | 37         | 2          | 2                   | 1                   | 11                               | 3                                | 50    | 6     |
| Universidad Católica · Chile | 1.ª           | 2017          | 6          | 0          | 1                   | 0                   | —                                | —                                | 7     | 0     |
| Universidad Católica · Chile | Total club    | Total club    | 6          | 0          | 1                   | 0                   | 0                                | 0                                | 7     | 0     |
| Coquimbo Unido · Chile | 1.ª           |               |            |            |                     |                     |                                  |                                  |       |       |
| Coquimbo Unido · Chile | 1.ª           | 2019          | 1          | 0          | —                   | —                   | —                                | —                                | 1     | 0     |
| Coquimbo Unido · Chile | 1.ª           | 2020          | 8          | 0          | —                   | —                   | 4                                | 0                                | 12    | 0     |
| Coquimbo Unido · Chile | 2.ª           | 2021          | 22         | 3          | 4                   | 0                   | —                                | —                                | 26    | 3     |
| Coquimbo Unido · Chile | Total club    | Total club    | 31         | 3          | 4                   | 0                   | 4                                | 0                                | 39    | 3     |
| Arturo Fernández Vial · Chile | 2.ª           | 2022          | 31         | 1          | 3                   | 0                   | —                                | —                                | 34    | 1     |
| Arturo Fernández Vial · Chile | Total club    | Total club    | 31         | 1          | 3                   | 0                   | 0                                | 0                                | 34    | 1     |
| Deportes Antofagasta · Chile | 2.ª           | 2023          | 27         | 0          | 2                   | 0                   | —                                | —                                | 29    | 0     |
| Deportes Antofagasta · Chile | 2.ª           | 2024          | 2          | 0          | 1                   | 0                   | —                                | —                                | 3     | 0     |
| Deportes Antofagasta · Chile | Total club    | Total club    | 29         | 0          | 3                   | 0                   | 0                                | 0                                | 32    | 0     |
| Total carrera | Total carrera | Total carrera | 220        | 7          | 29                  | 2                   | 23                               | 3                                | 272   | 12    |
| (1) Incluye datos de Copa Chile y Supercopa de Chile. (2) Incluye datos de Copa Sudamericana y Copa Libertadores. (3) No incluye goles en partidos amistosos. |               |               |            |            |                     |                     |                                  |                                  |       |       |

## Palmarés

### Campeonatos nacionales
| Título             | Equipo               | País  | Año    |
| ------------------ | -------------------- | ----- | ------ |
| Primera División   | O'Higgins            | Chile | 2013-A |
| Supercopa de Chile | O'Higgins            | Chile | 2014   |
| Primera División   | Universidad de Chile | Chile | 2014-A |
| Supercopa de Chile | Universidad de Chile | Chile | 2015   |
| Copa Chile         | Universidad de Chile | Chile | 2015   |
| Copa Chile         | Palestino            | Chile | 2018   |
| Supercopa de Chile | Universidad Católica | Chile | 2019   |
| Primera División   | Universidad Católica | Chile | 2019   |
| Primera B          | Coquimbo Unido       | Chile | 2021   |

### Distinciones individuales
| Distinción                                    | Año  |
| --------------------------------------------- | ---- |
| Medalla Santa Cruz de Triana                  | 2014 |
| Llaves de la Ilustre Municipalidad de Doñihue | 2014 |
| Hijo Ilustre de Doñihue                       | 2014 |
| Equipo ideal del SIFUP                        | 2014 |